# Tymienice (Łódź)
Pour les articles homonymes, voir Tymienice.
Tymienice est une localité polonaise de la gmina et du powiat de Zduńska Wola en voïvodie de Łódź.